# باشگاه فوتبال کورینتیانس
باشگاه فوتبال کورینتیانس (به پرتغالی: Sport Club Corinthians Paulista) باشگاه فوتبال برزیلی است که در شهر سائو پائولو قرار دارد. این باشگاه در ۱ سپتامبر ۱۹۱۰ تأسیس شده‌است. این باشگاه ۲ بار قهرمان جام باشگاه‌های فوتبال جهان شده است.

## بازیکنان برجسته
- کاسیو راموس
- پائولینیو (بازیکن فوتبال)
- فاگنر کونسروا لموس
- الکساندر پاتو
- رناتو آگوستو
- مالکوم
- پائولو گررو

## افتخارات
بین‌المللی
- جام باشگاه‌های جهان (۲): ۲۰۰۰، ۲۰۱۲
- جام باشگاه‌های جهان کوچک (۱): ۱۹۵۳
- جام رامون ده کارانزا (۱): ۱۹۹۶

قاره‌ای
- کوپا لیبرتادورس (۱): ۲۰۱۲[۱]
- رکوپا سودامریکانا (۱): ۲۰۱۳

ملی
- لیگ برتر فوتبال برزیل (۷): ۱۹۹۰، ۱۹۹۸، ۱۹۹۹، ۲۰۰۵، ۲۰۱۱، ۲۰۱۵، ۲۰۱۷
- جام حذفی فوتبال برزیل (۳): ۱۹۹۵، ۲۰۰۲، ۲۰۰۹
- سوپر جام فوتبال برزیل (۱): ۱۹۹۱
- لیگ دسته دوم فوتبال برزیل (۱): ۲۰۰۸

بین ایالتی
- تورنمنت ریو-سائو پائولو (۵): ۱۹۵۰، ۱۹۵۳، ۱۹۵۴، ۱۹۶۶، ۲۰۰۲

ایالتی
- قهرمانی پائولیستا (۳۱): ۱۹۱۴، ۱۹۱۶، ۱۹۲۲، ۱۹۲۳، ۱۹۲۴، ۱۹۲۸، ۱۹۲۹، ۱۹۳۰، ۱۹۳۷، ۱۹۳۸، ۱۹۳۹، ۱۹۴۱، ۱۹۵۱، ۱۹۵۲، ۱۹۵۴، ۱۹۷۷، ۱۹۷۹، ۱۹۸۲، ۱۹۸۳، ۱۹۸۸، ۱۹۹۵، ۱۹۹۷، ۱۹۹۹، ۲۰۰۱، ۲۰۰۳، ۲۰۰۹، ۲۰۱۳، ۲۰۱۷، ۲۰۱۸، ۲۰۱۹، ۲۰۲۵
- کوپا پائولیستا (۱): ۱۹۶۲